# Cretaceogekko
Cretaceogekko (betekent 'Krijt gekko') is een geslacht van uitgestorven monotypische gekko's.
De typesoort Cretaceogekko burmae werd in 2008 benoemd door Edwin Nicholas Arnold en George Poinar. De geslachtsnaam verbindt cretaceus met gekko. De soortaanduiding verwijst naar Birma.
Het holotype, #B-V-4, is bewaard in Birmese barnsteen uit het Cenomanien van Myanmar. Het exemplaar werd in 2001 door commerciële fossielenjagers gevonden in de Noije Bum-mijn in Hukawng-vallei. De barnsteen dateert uit het Albien. Het exemplaar, dat deel uitmaakt van de particuliere collectie van Poinar, omvat een linkeronderbeen met voet. Een gedeeltelijke staartbasis en een rechtervoet zijn ook bewaard.
De lichaamslengte, van snuit tot einde romp gemeten, is geschat op vijftien millimeter. Dat is net zo klein als de kleinste bekende moderne gekko, Sphaerodactylus ariasae. De eerste tot en met vierde teen zijn ongeveer even lang. De klauwen zijn symmetrisch.
Cretaceogekko is de oudst bekende gekko, die dateert van vóór de gekko Gobekko uit het Laat-Krijt en de gekko Yanatarogekko uit het Paleoceen, die ook in barnsteen is bewaard. Oorspronkelijk in de Gekkonidae geplaatst, zien sommige onderzoekers de soort als basaler in de Gekkota staand, buiten een klade gevormd door Gekkonidae + Phyllodactylidae.
De geconserveerde voet laat zien dat Cretaceogekko al de kleine lamellen of ribbels op de teenkussens bezat waarmee moderne gekko's zich aan verticale oppervlakken kunnen hechten. Cretaceogekko had een gestreept huidpatroon dat waarschijnlijk als camouflage diende.